# ОШ „Др Џевад Љајић” Дуга Пољана
ОШ „Др Џевад Љајић” (до 2022. г. ОШ „Братство-Јединство”), у Дугој Пољани на територији општине Сјеница, почела је са радом 1924. године.

## Историјат
На молбу суда општине Дуга Пољана од 9. јуна 1921. године, за отварање школе у Дугој Пољани, Министарство просвете на предлог школског надзорника за срез Сјенички, доноси одлуку 11. новембра 1923. године, којом се отвара основна школа у Дугој Пољани. Званично, школа је почела са радом школске 1924. године. Садашња зграда школе подигнута је 1934. године, а дограђена и проширена 1986. године.

## Школа данас
Школа у Дугој Пољани са садашњом административном и географском поделом и организацијом рада основана је 31. јула 1962. године, на седници општинског већа и већа произвођача у Сјеници. У саставу данашње матичне школе улази и пет подручних одељења у селима Камешница, Дражевиће, Житниће, Жабрен и Шаре.